# Global Shark Attack File
Das Global Shark Attack File (GSAF) – nicht zu verwechseln mit dem International Shark Attack File (ISAF) am Florida Museum of Natural History – ist ein weltweiter Zusammenschluss von Wissenschaftlern, die Haie, deren Verhalten und die Hai-Mensch Interaktion untersuchen. Das GSAF sammelt und analysiert aktuelle und historische Daten von Hai-Unfällen. Die Datenbank, die das GSAF zusammen mit dem Shark Accident Victim Network (SAVN) unterhält, ist eine der größten im Internet. Sie dokumentiert mehr als 4000 Unfälle, die Menschen mit Haien hatten, und reicht zurück bis zum Beginn der Aufzeichnungen im Jahr 1886. Die Untersuchungen berücksichtigen verschiedene Faktoren, die bei den Unfällen eine Rolle gespielt haben (z. B. Wetter und Sicht), und enthalten Details über die Art und den Ablauf der Unfälle und der entstandenen Verletzungen und Schäden. 
Mit diesen wissenschaftlichen Analysen erforscht das GSAF die Ursachen der Unfälle und die Mensch-Hai Interaktionen im Allgemeinen, um ein besseres Verständnis über die Haie und ihr Verhalten zu bekommen. Aus den Ergebnissen der Unfall-Rekonstruktionen werden Empfehlungen z. B. für Schwimmer, Rettungsschwimmer und Surfer abgeleitet, um das Risiko von Unfällen mit Haien zu minimieren. Ebenso werden aussagefähige Empfehlungen für medizinisches Personal gegeben. 
Die Analysen und Rekonstruktionen werden insbesondere den Opfern von Hai-Unfällen und deren Angehörigen bereitgestellt. GSAF stellt die detaillierten Informationen aus den forensischen Analysen auch Wissenschaftlern sowie den Medien auf Anfrage zur Verfügung. Allgemein zugänglich bietet das GSAF ein Protokoll über alle verzeichneten Zwischenfälle mit Haien sowie Informationen über verschiedene Haiarten und Verhaltensmaßregeln im Umgang mit Haien. 